# Woodland (Alabama)
Woodland város az USA Alabama államában, Randolph megyében. 

## Népesség
A település népességének változása: